# Indeo Video
Indeo Vídeo (generalmente conocido como "Indeo") es un codec de video desarrollado por Intel en 1992. Indeo se distingue por ser uno de los primeros códecs que permiten la reproducción de vídeo de máxima velocidad sin necesidad de utilizar la aceleración de hardware. También a diferencia de Cinepak y TrueMotion S, la compresión de Indeo utiliza el formato  (Y'CbCr) y el formato de imagen (4:2:0) espacio de color como el utilizado en el H.261 de la ITU y en el ISO MPEG-1. En el año 2000 fue vendida a Ligos Corporation.

## Historia
Durante el desarrollo del microprocesador Pentium, los Laboratorios de Arquitectura de Intel implementaron uno de los primeros códecs de video solo de software, que se comercializó como "Indeo Video". Se ha desarrollado desde la década de 1980 sobre la base del Digital Video Interactive (DVI) de solo hardware, que fue desarrollado previamente por General Electric. Indeo se lanzó por primera vez en 1992 junto con la plataforma Video for Windows de Microsoft.
En sus comienzos este codec fue apoyado por Media player de Microsoft y QuickTime de Apple, así como por los sistemas de software de IBM de la época.
Intel produjo varias versiones diferentes del códec entre 1993 y 2000, basadas en matemáticas subyacentes muy diferentes y con características diferentes.
Aunque Indeo tuvo un uso significativo a mediados de la década de 1990, siguió siendo propietario. Intel ralentizó el desarrollo y detuvo la comercialización activa, y rápidamente fue superada en popularidad por el auge de los códecs MPEG y otros, a medida que los procesadores se volvieron más potentes y su optimización para los chips de Intel menos importante. Indeo todavía vio algún uso en videos de escenas de videojuegos.
En junio de 2000, Ligos Corporation adquirió los derechos del software multimedia de Intel Indeo.
En enero de 2007, Ligos lanzó un nuevo paquete de pago llamado "Ligos Indeo Codecs" que incluye el códec de vídeo Indeo 5.2, el códec de vídeo Indeo 4.5 y el decodificador de audio Indeo 2.5.
A principios de 2020, el sitio web de Ligos Corporation quedó fuera de línea  y el paquete "Ligos Indeo Codecs" ya no está disponible.

## Formatos
| Indeo Video             | Diseñado para la reproducción en tiempo real en CPU Intel de gama baja (i386 e i486), opcionalmente compatible con hardware de decodificador especializado (Intel i750). |
| Indeo 2                 | Funciona mediante la codificación delta de píxeles línea por línea, junto con la codificación estática de Huffman.                                                       |
| Indeo Video 3           | Formato de codificación de transformación tradicional basado en DCT, diseñado para la reproducción de vídeo desde CD-ROM.                                                |
| Indeo Video Interactive | Tenía una mayor complejidad computacional y estaba dirigido a desarrolladores de videojuegos. Se produjeron dos variantes de esta tecnología: Indeo Video 4 y 5.         |
| Indeo Audio Coder       | Formato de codificación por transformación basado en la transformada de coseno discreto modificado (MDCT).                                                               |
| Indeo Version 5         | Codificación de flujo de bits patentada para vídeo, emplea un algoritmo de wavelet y otras características de codificación.                                              |

## Implementaciones
Los decodificadores de Indeo 5 existen para Windows, Mac OS, BeOS R5 y XAnim de Unix. Versiones 2, 3, 4 y 5 se descodifican en FFmpeg. Indeo Versión 3 (IV31 e IV32), 4 (IV41) y 5 (IV50) son soportadas por MPlayer y XAnim. La versión 5.11 es freeware y puede ser utilizado en sistemas 32bits de Windows con anterioridad a Vista/7.  La versión 5.2 se creó para utilizarlo sólo con Windows 95, 98, ME, NT, 2000 y XP. Esto incluye soporte para Indeo Vídeo 4.5 y Indeo Audio 2.5 codecs pero la versión 3.2 vídeo codec ya no estaba disponible desde la liberación original de Indeo XP para Windows. 
A pesar de que Indeo no es oficialmente apoyado por Windows Vista y Windows 7, sencillamente introduciendo el siguiente comando al Símbolo del sistema de windows se habilitará el codec de Indeo: regsvr32 ir50_32.dll

### Indeo y sus Vulnerabilidades
La implementación en Microsoft Windows del códec Indeo contiene varias vulnerabilidades de seguridad. En los sistemas con todos los parches las vulnaberidades del códec Indeo son reducida parcialmente en la mayoría de las circunstancias, pero debido a que no hay planes para corregir las vulnerabilidades ni actualizar de parte de Ligos, el codec perdió su soporte con Win7/Vista.